# Флебодиум
Флебо́диум (лат. Phlebodium) — род папоротников семейства Многоножковые (Polypodiaceae).

## Ботаническое описание

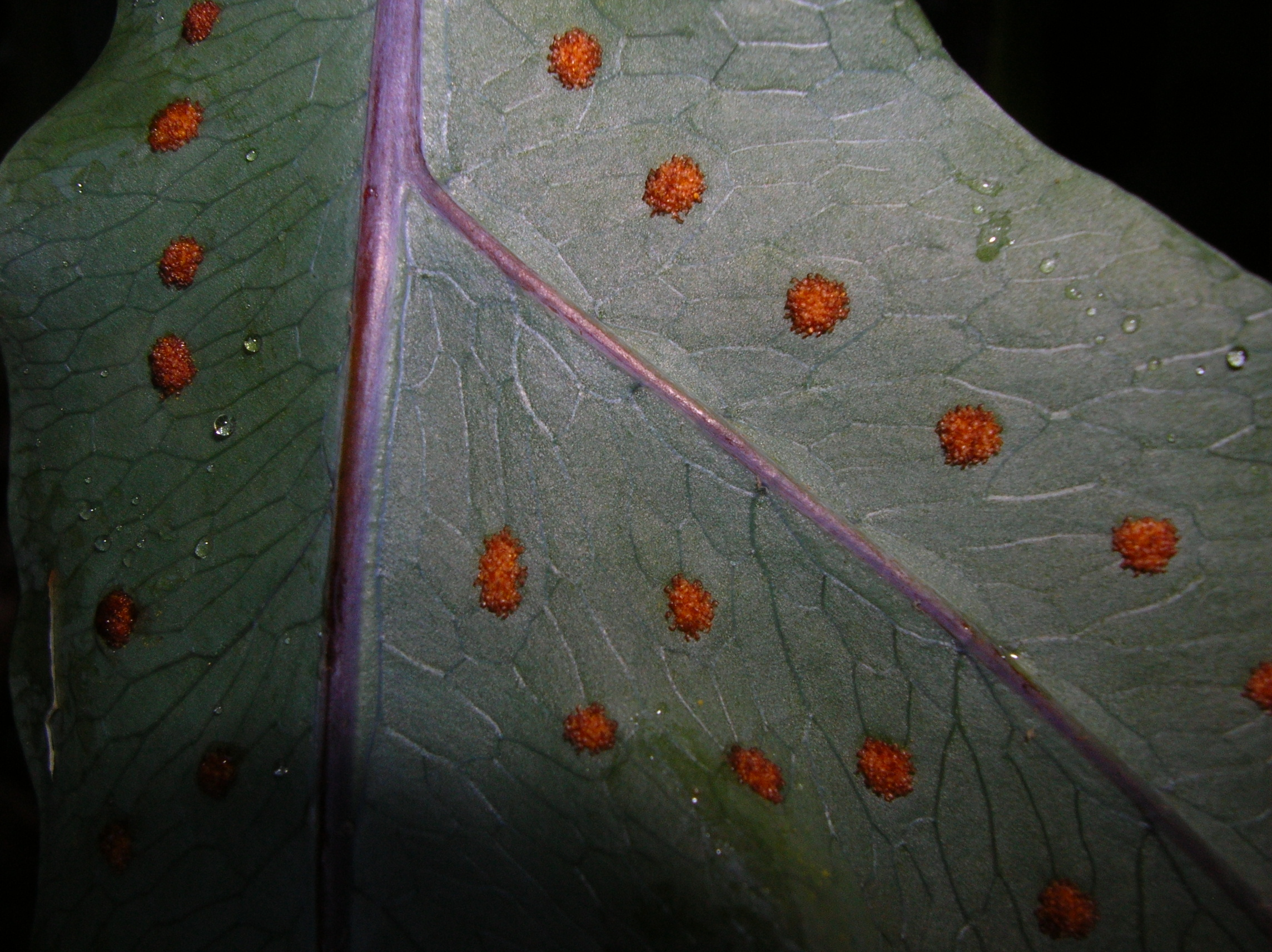
Сорусы Флебодиум золотистый|флебодиума золотистого (Phlebodium aureum)

Эпифитные папоротники с лазающими густоопушёнными или покрытыми чешуйками корневищами, несущими вайи. Вайи перистые, вечнозелёные, держатся на растении 1—2 года. Сорусы располагаются на их нижней стороне.

## Распространение
Произрастает в тропиках и субтропиках Южной и Северной Америки.

## Таксономия
Род Флебодиум включает 5 видов:
- Phlebodium areolatum (Humb. & Bonpl. ex Willd.) J.Sm.
- Phlebodium aureum (L.) J.Sm. — Флебодиум золотистый, или Флебодиум золотойtypus[1]
- Phlebodium decumanum (Willd.) J.Sm.
- Phlebodium polylepis (Roem. ex Kunze) Conz.
- Phlebodium pseudoaureum (Cav.) Lellinger

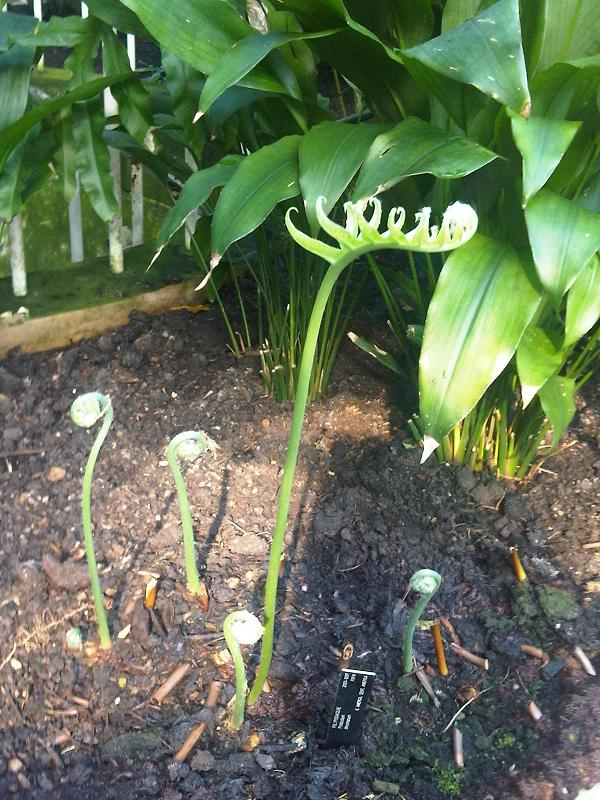

Близким родственником данного рода является род многоножка (Polypodium). Раньше именно в этот род включались виды флебодиума.